# Растенбурзько-Хейльсберзька операція
Растенбурзько-Хейльсберзька операція — відбувалася на завершальному етапі німецько-радянської війни, була спланована як наступальна, головною метою радянським військам було поставлено оточити Кенгісберг.

## Коротка характеристика перебігу боїв
Бої відбувалися південно-східніше міста Браунсберг у смузі автомобільної дороги Кенігсберг — Ельбінг, вздовж траси німецькі сили звели оборонну лінію із дотами та дзотами. Для ліквідації німецьких сил було сформовано Земландську оперативну військову групу під керівництвом генерала Івана Баграмяна, входила до складу Третього Білоруського фронту.
18 березня радянські війська зайняли в Східній Пруссії населений пункт Бранденбург та з боями здобули контроль над лівим берегом річки Фрішінг та лісовим масивом поблизу залізничної станції і залізничного вузла Людвігсорт, просунулися на 4 км берегом затоки Фрішесс-Хафф. Після артилерійської підготовки радянські війська прорвали німецьку оборонну смугу та зайняли Грюненфельд за 8 км від Браунсберга. 20 березня підрозділи Третього Білоруського фронту у часі знищення німецького угрупування в Східній Пруссії захопили місто Браунсберг — сильний укріплений пункт на узбережжі затоки Фрішесс-Хаф та з боями зайняли понад 40 населених пунктів. Вцілілі частини 4-ї німецької армії покинули материкову частину Східної Пруссії та відступили до порту Піллау. В тилу радянських військ опинився оточений Кенігсберг.